# Andrea Galante
Andrea Galante (Buenos Aires, 30 de julio de 1980) es una actriz argentina conocida por sus papeles en telenovelas.
Estudió en la Escuela de Teatro de Buenos Aires.
Egresó de la carrera de Producción Cinematográfica de la Escuela Nacional de Realización Cinematográfica.
Empezó trabajando en producción y como actriz en anuncios publicitarios.
Consiguió pequeños papeles en series de televisión como Brigada cola, La nena, Ciudad prohibida, y Rebelde way.
En 1995 Galante hizo su debut en la telenovela Amigovios, interpretando el personaje de María Sol. Ha realizado desde apariciones en series de televisión como El deseo (en 2004) y en las películas Chiche bombón (2004), que fue su debut en el cine interpretando el papel de una actriz con un embarazo fallido. Esa película (de Fernando Musa) fue una de las primeras que se filmó en la provincia de San Luis.
Ha realizado avisos publicitarios para Argentina, Brasil, Chile, Estados Unidos, Francia y Uruguay.

## Estudios cursados[7]
- 1989-1990: clases de teatro infantil, profesor Jorge Dorio.
- 1991-1994: expresión corporal y teatral, profesora Carmen Campoy.
- 1994-1995: actuación para adolescentes, profesora Beatriz Mattar.
- 1997-1998: clases de teatro, con Nora Káleca.
- 1999: Escuela de teatro, dirigida por Raúl Serrano.
- 2004: 1.º año del ETBA (Escuela de Teatro de Buenos Aires), dirigida por Raúl Serrano.

## Filmografía

### Cine[3]
- 2004: Chiche bombón, dirigida por Fernando Musa, con Enrique Liporace y Federico Cánepa; como Chiche.
- 2005: Esas noches de insomnio (cortometraje), como Violeta.
- 2005: Miss Argentina (inédita), como la amiga.[3]
- 2006: Danza porca, dirigida por Sabrina Farji.[8]
- 2006: Historia de amor La Rioja-Buenos Aires (cortometraje), como Andrea.[8]
- 2007: Cuando ella saltó, con Iván de Pineda, como Ángela/Lila (protagonista).
- 2007: Aminga, de un pueblo a la ciudad (cortometraje).
- Documental de educación sexual, de la empresa Johnson & Johnson.[7]
- Esperando el impacto (videoclip), de la banda Bersuit Vergarabat, dirigida por Fernando Musa.[9]
- Gritarle al viento (videoclip), dirigido por Lara Arellano de la banda Catupecu Machu.[7]
- Emme y El Santo (videoclip), dirigido por Juan Maira, para los canales Much Music y MTV.[7]
- 2009: Paco, con Norma Aleandro, Tomás Fonzi y Esther Goris.
- 2013: Engaño (en preproducción), como Bernabela.[3]
- 2013: SDS.

### Teatro[10]
- 1999-2000: Espumantes, de Luciano Quilici.[11]
- 2004: La noticia del día.[12]
  - Primero de Mayo[13]
  - Así en la tierra como en el cielo.[14]

### Televisión[4]
- 1992-1994: Brigada cola, por canal Telefé.[2]
- 1995: Amigovios (telenovela, por Canal 13), como María Sol.
- 1997-1998: La nena (Canal 9).[8]
- 1997-1998: Ciudad prohibida (por Canal 9)[8]
- 1999: Libremente (por canal América TV).[8]
- 1999: Al fin solos (por canal Telefé).[8]
- 2002: Franco Buenaventura, el profe (telenovela) por canal Telefé, como Paula Libonati.
- 2002-2003: Rebelde way, por América TV.[2]
- 2004: El deseo (telenovela), como Coral.
- 2005: Hombres de honor (telenovela), por Canal 13, como Bella de Brusca.
- 2005: Se dice amor (telenovela), como Verónica.
- 2006: Mujeres asesinas, capítulo «Isabel, enfermera», por Canal 13.